# Gospodarka Austrii
Austria podobnie jak Niemcy jest tzw. społeczną gospodarką rynkową. Należy do najbardziej rozwiniętych ekonomicznie krajów w UE. Wskaźnik 41 700 $ PKB per capita według PSN daje jej 4. miejsce w Unii Europejskiej, wyprzedzając takie państwa jak Wielka Brytania, Niemcy czy Francja. Główny środek płatniczy to euro.

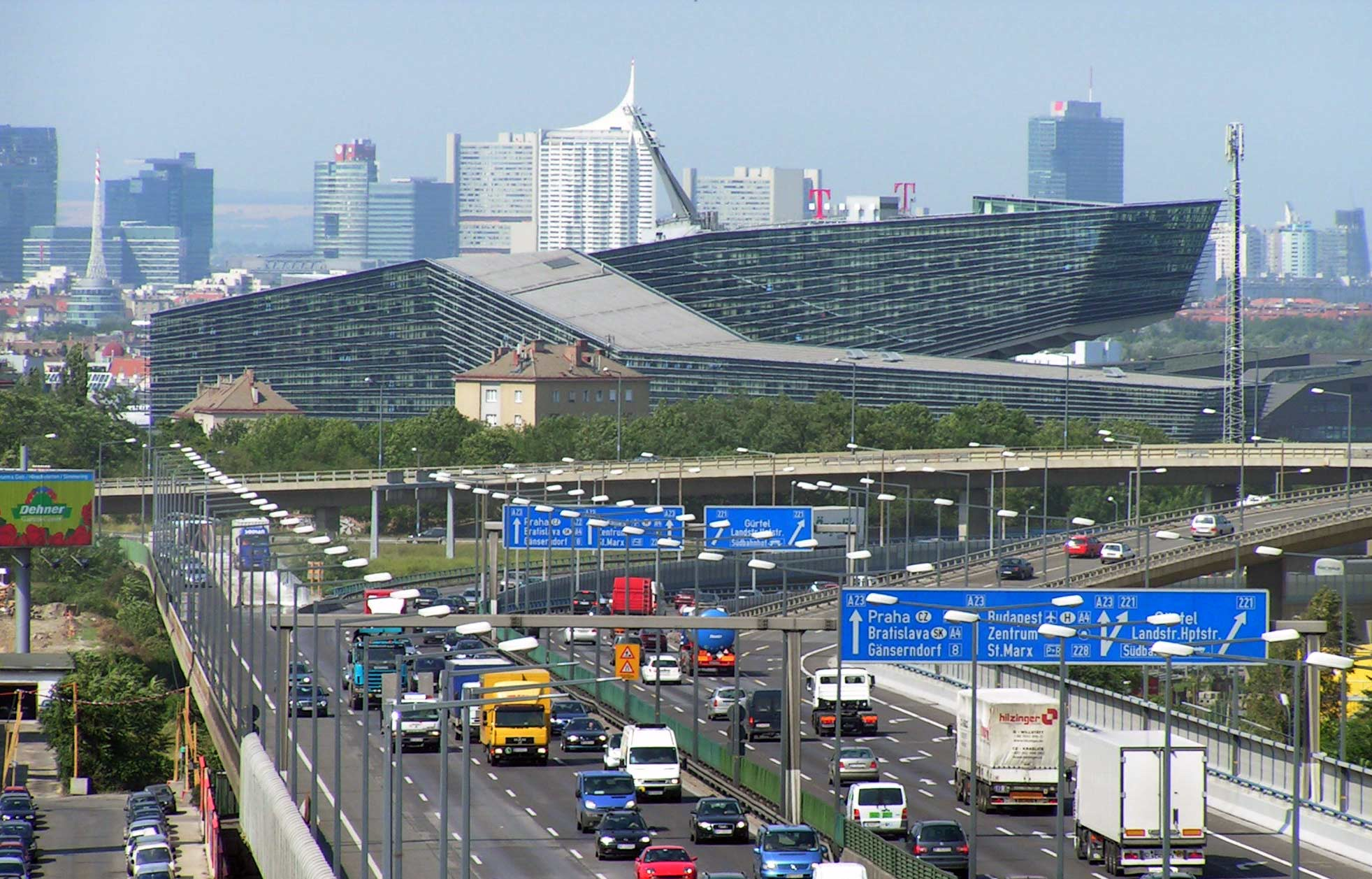
Autostrada A23, na tle budynek T-Mobile w Wiedniu

## Historia
Austria rozwijała się podobnie jak reszta Europy Zachodniej. Była jednym z państw założycieli Organizacji Współpracy Gospodarczej i Rozwoju w 1961 r. Po latach szybkiego wzrostu gospodarczego w latach 60. nastąpiło spowolnienie spowodowane II kryzysem naftowym. W 1995 Austria przystąpiła do Unii Europejskiej, a w 2002 r. euro zastąpiło dawną walutę szylinga austriackiego.
| Rok  | Wzrost gospodarczy |
| ---- | ------------------ |
| 2002 | 1,1%               |
| 2003 | 0,6%               |
| 2004 | 0,7%               |
| 2005 | 1,9%               |
| 2006 | 1,8%               |
| 2007 | 3,3%               |
| 2008 | 3,1%               |
| 2009 | -3,9%              |
| 2010 | 2,1%               |
| 2011 | 3,3%               |

## Rolnictwo
Rolnictwo wytwarza jedynie 1,9% rocznego PKB i daje zatrudnienie 5,5% siły roboczej. Użytki rolne stanowią 39,6%. Ze względu na niekorzystne ukształtowanie terenu, a przez to mniejszą opłacalność produkcji rolnej, powierzchnia użytków rolnych spada. Zbiory zbóż na 1 ha są mniejsze niż w nizinnych krajach Europy Zachodniej, ale wyższe niż w krajach z Europy Wschodniej.
Uprawiane są jęczmień (0,7% światowych zbiorów), pszenica, żyto (0,7% światowych zbiorów), kukurydza, owies (0,6% światowych zbiorów), buraki cukrowe (1% światowych zbiorów), ziemniaki. Hoduje się bydło domowe, trzodę chlewną, drób, owce. Ponieważ duży procent terytorium zajmują lasy, ważną gałęzią gospodarki jest leśnictwo. Zasoby leśne wykorzystywane są przede wszystkim do produkcji papieru (1,4% światowej produkcji), tarcicy (2,6% światowej produkcji) i zapałek. Austria jest jednym z większych dostawców tarcicy w Europie.
Niewielkie znaczenie ekonomiczne ma rybołówstwo, którego głównym ośrodkiem jest Jezioro Nezyderskie.

## Surowce naturalne
Kraj posiada liczne surowce mineralne, które jednak nie zaspokajają jego potrzeb wewnętrznych.
Na terenie Austrii występują rudy żelaza (23. miejsce na świecie).
Skoncentrowane są one wokół Eisenerz oraz Linzu. Austria posiada również niewielkie rezerwy gazu ziemnego oraz ropy naftowej. Złoża znajdują się na północ od Wiednia. Wydobywany jest magnezyt, węgiel brunatny, sól kamienna.

## Przemysł
Przemysł wytwarza 30,6% PKB i zatrudnia 27,5% siły roboczej. W porównaniu do krajów o podobnym rozwoju gospodarczym, zatrudnienie i udział przemysłu w gospodarce jest stosunkowo duży. Dla porównania we Francji w przemyśle znajduje zatrudnienie 24,3% siły roboczej, a w Holandii jedynie 18%. Głównym ośrodkiem przemysłowym jest Wiedeń z okolicami. Najważniejszymi gałęziami jest hutnictwo (0,6% udziału w światowej produkcji stali), przemysł petrochemiczny i maszynowy oraz optyczny. Hutnictwo żelaza skupia się w Linzu i Donwitz. Huty miedzi znajdują się w Brixlegg, a aluminium w Arnoldstein-Gailitz i w Ranshofen. Centrum przemysłu petrochemicznego znajduje się w Schwechat pod Wiedniem. Rozwinięty jest także przemysł włókienniczy, m.in. w Vorarlbergu i Tyrolu. Ośrodkiem przemysłu drzewnego jest Styria.

## Energetyka
Produkcja energii elektrycznej (2011) wynosi 62,98 mld kWh. Nie pokrywa ona w pełni konsumpcji i musi być importowana z zagranicy. 70% produkowanej energii elektrycznej pochodzi z elektrowni wodnych. Reszta produkowana jest z paliw kopalnych oraz na wschodzie z elektrowni wiatrowych. Gospodarka Austrii emituje do atmosfery 8,9 ton CO² na osobę. (dla porównania Stany Zjednoczone 19,5 ton per capita). Do takiego stanu rzeczy przyczynia się wysoki odsetek produkowanej energii przez źródła odnawialne oraz niską energochłonność austriackiej gospodarki. Austria nie ma elektrowni jądrowych, co wynika z faktu, że w 1997 r. parlament Austrii przyjął w głosowaniu pozostanie republiki państwem antynuklearnym. Do Konstytucji Austrii został wpisany zakaz budowy elektrowni jądrowych oraz zakaz składowania materiałów jądrowych, a także ich transportu do i przez terytorium Austrii.

## Turystyka

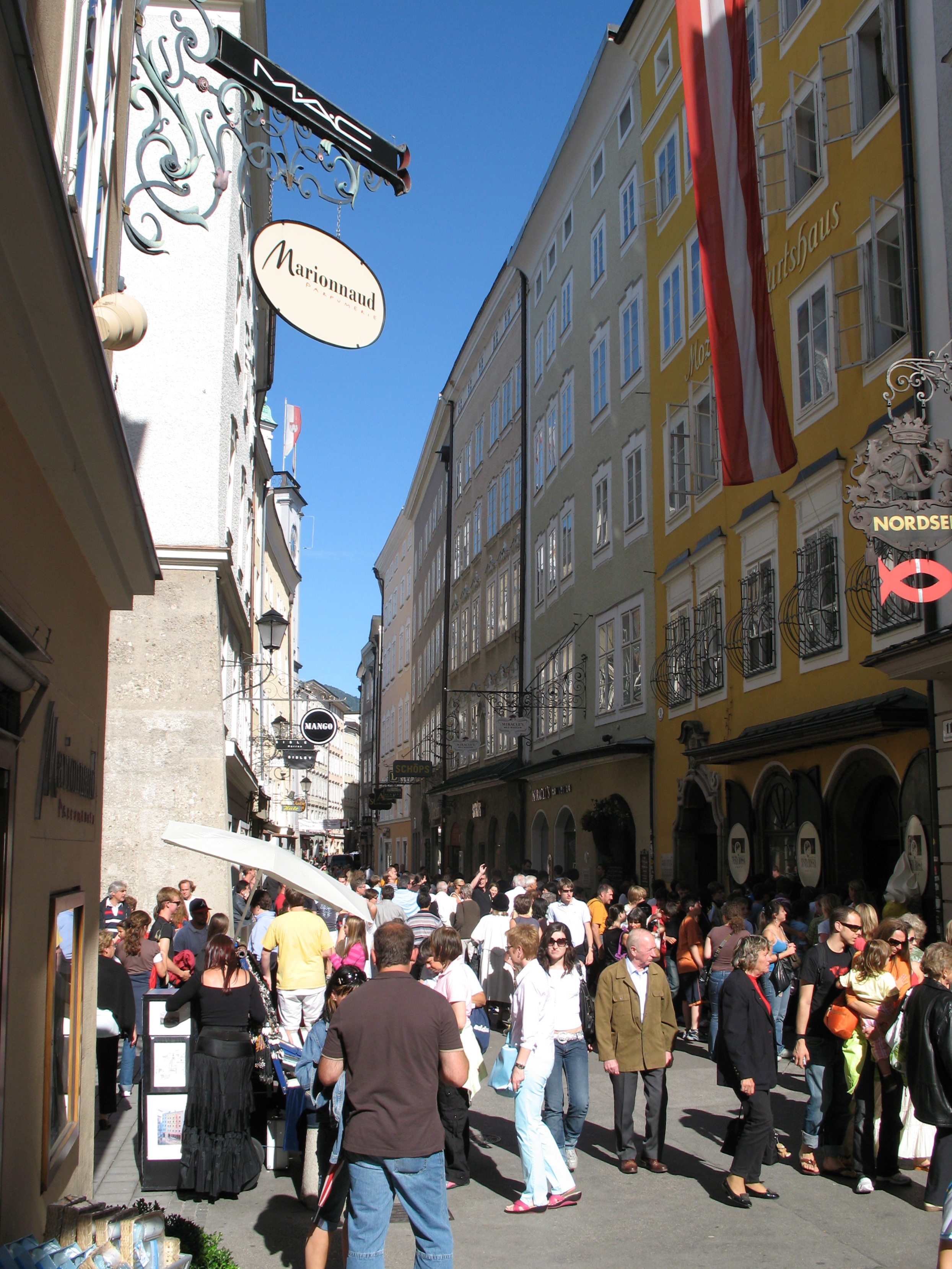
Getreidegasse w Salzburgu, jeden z ulubionych celów wycieczek turystów

Austria ze względu na dogodne warunki naturalne i rozwiniętą infrastrukturę jest popularnym wśród Europejczyków oraz Amerykanów miejscem uprawiania narciarstwa oraz turystyki górskiej, jak również turystyki kulturowej, miejskiej czy zdrowotnej. Chętnie odwiedzanymi miastami są Wiedeń oraz Graz, Linz i Innsbruck. Turystyka ma bardzo duże znaczenie dla kraju i zatrudnia wiele osób, zwłaszcza w znanych kurortach górskich. Dochód z branży turystycznej w 2009 roku wyniósł 21, 89 miliardów Euro, co przekłada się na 1666 Euro na mieszkańca. Odnotowano przy tym łącznie 32 316 775 przyjazdów turystów i 124 307 317 noclegów. Wśród polskich turystów liczba noclegów wyniosła 1 385 970 przy 317 222 przyjazdach.

## Handel
Austria więcej importuje (183,4 mld $) niż eksportuje (163,3 mld $). Kraj jest silnie powiązany ekonomicznie z Niemcami skąd importuje się prawie połowę towarów. Znaczący udział w wymianie handlowej mają też Włochy oraz Szwajcaria. Towarami eksportowymi obok produktów przemysłu motoryzacyjnego są papier i wyroby papiernicze, stal, aluminium oraz tekstylia.
Austria ma dodatni bilans handlowy z Polską. Wartość eksportu do Polski wynosi 2 006 094 000 € (ok. 2 mld €).
Wartość importu towarów z Polski jest niższa i wynosi ok. 1,915 mld €.
Polski handel z Austrią nie jest wysoki (większy jest w takich krajach UE jak Węgry, Szwecja, Słowacja, a nawet Hiszpania).

## Transport

### Transport drogowy

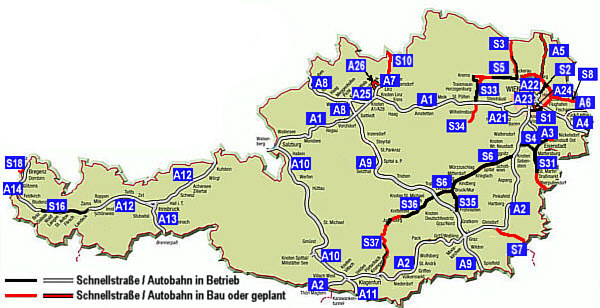
Sieć autostrad i dróg ekspresowych w Austrii

Drogi w Austrii podzielone są na następujące kategorie:
- Bundesautobahnen
- Bundesstraßen
- Landesstraßen
- Gemeindestraßen

Dzięki rozwiniętej sieci autostrad Austria jest krajem tranzytowym łączącym państwa Europy Środkowej (Polska, Czechy, Słowacja) z Włochami oraz Węgry z Niemcami.

### Transport lotniczy
Port lotniczy Wiedeń-Schwechat zapewnia transport do kilkunastu krajów z całego świata.

## Regiony Austrii według wskaźnika rozwoju społecznego
Lista krajów związkowych Austrii według wskaźnika rozwoju społecznego w 2017 roku.
| Lp. | Kraj związkowy    | WRS 2017 | Porównywalne państwa (WRS 2017)           |
| --- | ----------------- | -------- | ----------------------------------------- |
| 1   | Wiedeń            | 0,937    | Niemcy (0,937)                            |
| 2   | Salzburg          | 0,928    | Kanada (0,926), Dania (0,930)             |
| 3   | Tyrol             | 0,921    | Wielka Brytania (0,921)                   |
| –   | Austria (średnia) | 0,908    | Japonia (0,909)                           |
| 4   | Styria            | 0,902    | Francja (0,901), Korea Południowa (0,903) |
| 5   | Górna Austria     | 0,898    | Słowenia (0,896)                          |
| 6   | Vorarlberg        | 0,896    | Słowenia (0,896)                          |
| 7   | Karyntia          | 0,892    | Hiszpania (0,891)                         |
| 8   | Dolna Austria     | 0,872    | Estonia (0,872)                           |
| 9   | Burgenland        | 0,868    | Grecja (0,871), Polska (0,865)            |